# 霍恩哈默尔恩
霍恩哈默尔恩是德国下萨克森州的一个市镇。总面积69.42平方公里，总人口9265人，其中男性4711人，女性4554人（2011年12月31日），人口密度133人/平方公里。